# Marije Meerman
Marije Meerman (Amsterdam, 1967) is een Nederlandse regisseur en documentairemaakster. Zij was vaste programmamaakster bij de VPRO-rubriek Tegenlicht en vormt sinds 2018 met Doke Romeijn de eindredactie van Tegenlicht.

## Opleiding en carrière
Na de Prins Constantijnschool ging Marije Meerman naar de Montessori Lyceum Amsterdam. Op de Universiteit van Amsterdam studeerde zij Kunstgeschiedenis. Vanaf 1991 tot 1995 studeerde zij aan de Filmacademie van de Amsterdamse Hogeschool voor de Kunsten. Marije Meerman begon in 1998 als programmamaker bij Diogenes en werkte daarna bij VPRO's actualiteitenrubriek DNW: rooksignalen uit de nieuwe wereld. Dit programma zou later opgaan in de  programmareeks Tegenlicht. In 2002 werd ze regisseur bij Tegenlicht.
Meerman is bestuurslid van Mediaridders, een stichting met als doelstelling 'het maken van maatschappelijk betrokken mediaprojecten met een experimenteel en/of innovatief karakter'.

## Produkties
Tot haar eerste opdrachten behoort de documentaire De dans om de kast over een kast met de wetstafelen in een synagoge en aan een documentaire rond het 50-jarig jubileum van bioscoop Kriterion. In 1977 werkt ze mee aan het verschijnen van het boek Dagboeknotities van jonge cineasten, over onzekerheden van jonge cineasten zoals het zoeken naar banen en het krijgen van opdrachten. Een terugkerend thema in haar werk is 'de invloed van de materie op de mens'. In een later interview zou ze dat verklaren door haar opvoeding: "Je mocht immers niet aan materie hechten".
In haar televisiedocumentaire I Wanna Be Boss, waarin een beeld wordt geschetst van de Chinese prestatiedrang.

### De Kresj
Meerman zat vanaf haar derde jaar op de Prins Constantijn Kresj. Deze kinderopvang werd gerund door een groep ouders met anti-autoritaire leef- en opvoedingsidealen. De indrukken die Meerman in deze jaren opdeed, kwamen terug in haar afstudeerfilm 'De Kresj: Leef & Werk in de Geest van Lenin’ uit 1994 die werd uitgezonden door de VPRO. De veelbesproken film leidde tot het tweede deel Onze Kresj in 2014. Hierin wordt door de ogen van de betrokken ouders teruggekeken op de tijd van de kresj. Ook bevat 'Onze Kresj' interviews met peuters die op de Kresj hadden gezeten. Marije Meermans broer Gregor was daarbij de cameraman.

### Planet Finance
Meerman maakte de zesdelige documentaireserie Planet Finance, die in de eerste helft van 2023 op tv werd uitgezonden. Hierin analyseert ze het het mechanisme achter de effectenbeurs en verklaart de grote schommelingen in de beurskoersen.

## Erkenning
Ze kreeg in 2009 een Gouden Kalf voor beste korte documentaire getiteld Jong in Cingquing: I Wanne be boss. In 2008 won zij met William de Bruijn en Barbara Coolen de onderzoeksjournalistieke prijs De Loep voor De Verkoop van een oorlog. In deze documentaire onderzoekt zij hoe de oorlog in Irak aan het publiek werd verkocht door de Amerikaanse president George Bush.

## Prijzen
- Gouden Kalf (2009)
- De Loep (2008)